# Juan Antonio Guerrero Alves
Juan Antonio Guerrero Alves SJ (* 20. April 1959 in Mérida) ist ein spanischer römisch-katholischer Ordensgeistlicher und ehemaliger Präfekt des Wirtschaftssekretariats des Heiligen Stuhls.

## Leben
Juan Antonio Guerrero Alves trat 1979 der Ordensgemeinschaft der Jesuiten bei und erwarb 1986 an der Autonomen Universität Madrid ein Lizenziat im Fach Wirtschaftswissenschaft. Am 30. Mai 1992 empfing er das Sakrament der Priesterweihe. 1993 erwarb Guerrero Alves ein Lizenziat in Philosophie und Literaturwissenschaft sowie 1994 an der Päpstlichen Universität Comillas das Lizenziat in Katholischer Theologie.
Von 1994 bis 2003 war Juan Antonio Guerrero Alves Professor für Sozialphilosophie und Politikwissenschaft an der Päpstlichen Universität Comillas. Anschließend war er Novizenmeister für die Jesuiten in Spanien, bevor er 2008 Provinzial der Ordensprovinz Kastilien wurde. Von 2015 bis 2017 war Guerrero Alves Ökonom der Jesuiten in Mosambik und ab 2016 zudem Direktor des Kollegs Hl. Ignatius von Loyola. 2017 wurde Juan Antonio Guerrero Alves Delegat des Generalsuperiors für die Häuser und interprovinziellen Werke sowie Generalrat der Jesuiten.
Am 14. November 2019 ernannte ihn Papst Franziskus zum Präfekten des Wirtschaftssekretariats des Heiligen Stuhls. Papst Franziskus nahm am 30. November 2022 das von Juan Antonio Guerrero Alves aus gesundheitlichen Gründen vorgebrachte Rücktrittsgesuch vom Amt des Präfekten des Wirtschaftssekretariats des Heiligen Stuhls mit Wirkung zum 1. Dezember desselben Jahres an. Sein Nachfolger wurde der spanische Ökonom und Manager Maximino Caballero Ledo.